# L'Yerres, pluie
L'Yerres, pluie (Nederlands: De Yerres, regen) is een schilderij van de Franse impressionistische kunstschilder Gustave Caillebotte uit 1875, olieverf op doek, 80,3 x 59,1 centimeter groot. Het toont het wateroppervlak en omgeving van een smalle rivier bij lichte regenval. Het werk bevindt zich sinds 1971 in de collectie van het Indiana University Art Museum te Bloomington.

## Context
De rivier de Yerres liep langs het buitenverblijf van de vermogende familie Caillebotte in het gelijknamige stadje, ongeveer twintig kilometer ten zuiden van Parijs. Het was een aristocratische omgeving, met als middelpunt het Château de la Grange, uit de tijd van koning Lodewijk XIII, dat onder andere bewoond was geweest door de hertogin Van Guise (1615-1688) en maarschalk Maurits van Saksen (1696-1750). Caillebotte werd bijzonder aangetrokken door de omgeving van het riviertje en de sfeer die eromheen hing en maakte er in de jaren 1870 een groot aantal schilderijen.

## Afbeelding
Caillebottes De Yerres, regen is een schilderij dat vooral eenvoud uitstraalt, met veel aandacht voor de geometrische compositie en lichtreflectie, zoals dat bijvoorbeeld ook te zien is in zijn bekende werk Parketschavers. De kringen van zijn regendruppels lijken voorboden van Claude Monets Waterlelies, alleen jaren eerder geschilderd. Een harmonisch contrast met de kringen wordt gevormd door de verticale boomstammen, die weerspiegeld worden in het water. Onduidelijk blijft of het voorjaar is, zomer of herfst, evenmin valt te zeggen of de regen net begint of bijna stopt.
De compositie van het schilderij is harmonieus en afgewogen. Zo doet de diagonale afsnijding van de voorgrond sterk denken aan de Japanse prentkunst, die in die tijd opgang deed in Parijs en omgeving. De rechte hoeken tussen horizontalen en verticalen vormen een rustgevend contrast met de voorbijstrevende rivier, een effect dat vanuit een andere context ook vaak gebruik werd door Edgar Degas. Het grintpad op de voorgrond contrasteert met de eroderende oever aan de overkant. Het huis dat vaag door de bomen schemert vormt een soort van architectonisch samenspel met de omgeving.
Door de situering van deze effecten in een prachtige natuurlijke omgeving vestigt Caillebotte de aandacht op de schoonheid ervan. Caillebotte zag het als de taak van een kunstenaar om de schoonheid van het gewone, die we vaak argeloos voorbij laten gaan, voortdurend te benadrukken.